# Krejs

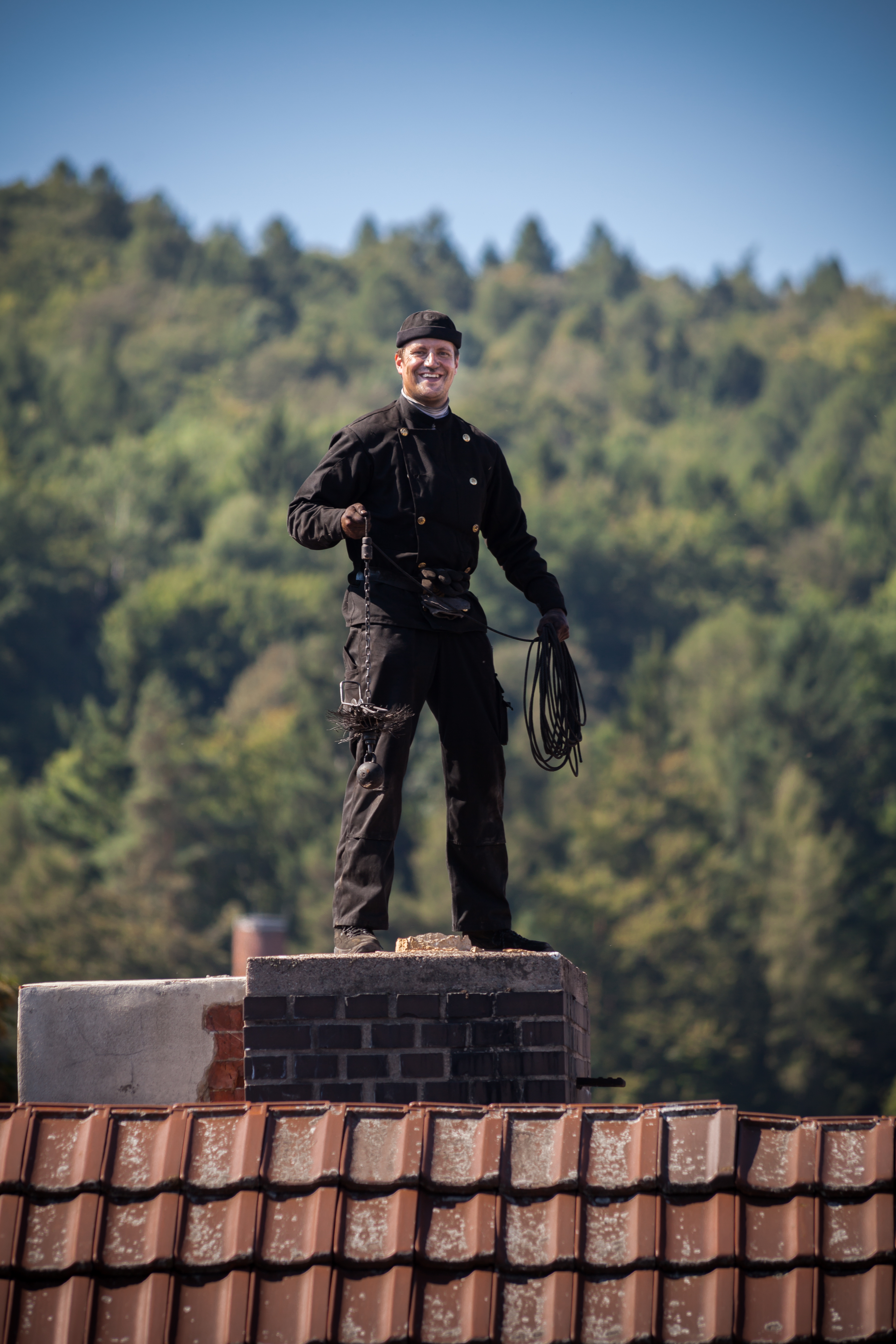
Skorstensfejare med krejs på rep.

Krejs, även kallat linkrejs eller skorstensviska är en kraftigare variant av viska.

## Användning
Krejset används vid sotning av rökkanaler och skorstenar. Skorstensfejaren tar sig upp på taket och för ned lod och krejs i skorstenen med hjälp av ett rep. Krejset dras sedan upp och ner i rökkanalen för att få sotet att släppa från rökkanalens väggar. Sotet lossnar och faller ner till eldstaden. 

## Konstruktion
Krejs har öglor på vardera ände om själva viskan, ett som fästes i repet och den andra i lodet. Viskan består av kupat, ofta härdat fjäderstål, som är bundet i en cirkel.
Det finns olika storlekar på krejset beroende på dimensionen på rökkanalen.
| Diameter krejs | Kanalens breddxdjup | Alternativt breddxdjup     |
| -------------- | ------------------- | -------------------------- |
| Ø230           | 140x140 (halvsten)  | 140x230 (halvstenxhelsten) |
| Ø300           | 230x230 (helsten)   | -                          |